# Slonimskaya Vozyshennost'
Slonimskaya Vozyshennost' är kullar i Belarus. De ligger i den västra delen av landet, 180 km sydväst om huvudstaden Minsk.
Trakten runt Slonimskaya Vozyshennost' består till största delen av jordbruksmark. Runt Slonimskaya Vozyshennost' är det ganska glesbefolkat, med 36 invånare per kvadratkilometer.